# (3649) Guillermina
(3649) Guillermina est un astéroïde de la ceinture principale.

## Description
(3649) Guillermina est un astéroïde de la ceinture principale. Il fut découvert le 26 avril 1976 à El Leoncito par l'Observatoire Félix-Aguilar. Il présente une orbite caractérisée par un demi-grand axe de 3,14 UA, une excentricité de 0,05 et une inclinaison de 7,2° par rapport à l'écliptique.

## Compléments